# أمينوميثيل بروبانول
أمينوميثيل بروبانول هو مركب عضوي صيغته H2NC (CH3) 2CH2OH. وهو سائل عديم اللون يصنف على أنه كحول أميني. وهو عبارة عن محلول منظم ومقدمة للعديد من المركبات العضوية الأخرى.

## التركيب
يمكن إنتاج أمينوميثيل بروبانول بواسطة هدرجة 2-أمينوبوتيريك حمض أو أستراته.

## الخصائص
أمينوميثيل بروبانول قابل للامتزاج مع الماء وهو بنفس كثافة الماء تقريبًا. كما أنه قابل للإنحلال في الكحوليات.

## الاستعمالات
يستخدم أمينوميثيل بروبانول لتحضير المحاليل المنظمة. وهو أحد مكونات الأدوية أمبوفيللين وبامابروم. كما أنها تستخدم في مستحضرات التجميل.
وهي مقدمة للأكسازولين من خلال تفاعلها مع كلوريد الأسيل. عن طريق كبريتات الكحول ، يكون المركب أيضًا مقدمة لـ 2،2-ثنائي ميثيل أزيريدين.
وتقوم العديد من مجلات النساء المخصصة بالتجميل بتوضيح آثار المركبات الكيميائية في مستحضرات التجيل أو العناية بالبشرة والشعر وما إلى ذلك.